# Estêvão Anes
Estêvão Anes foi um Cavaleiro medieval do Reino de Portugal.

## Biografia
Exerceu os cargos de Alcaide-mor da Covilhã e de Chanceler do Reino de Portugal, e foi por isso o 1.° Senhor do Estoril, por mercê de D. Afonso III de Portugal, a 13 de Julho de 1256: Ego Alfonsus Dei Gratia Rex Portugalie et Comes Bolonhesa concedo et confirmo vobis Stephano Johannis dilecto ac fideli meo Cancellario pro multo bono et fideli servigio quod mihi a longis retro temporibus fecistis (...) hereditsten de Esturii com pisones que est in termino de Sintra quam vobis dedit Concilium de Sintra per meum consensum.

## Relações familiares
Foi casado com Teresa Afonso do Amaral (1235 -?) filha de Ermigo Pais de Matos (1220 -?) e de Mécia Soeiro Cardoso, de quem teve: 
1. João Esteves (c. 1250 -?) casado com Fruilhe Lourenço de Valadares filha de Lourenço Soares de Valadares (1230 -?) e de Sancha Pires de Mozelos,
2. Uriana Esteves casada com Estêvão Pires Tavares.